# Ахмедбейли, Фархад Солтан оглы
Фархад Солтан оглы Ахмедбейли (12 февраля 1923 — 15 ноября 2015) — советский и азербайджанский геолог, член-корреспондент НАНА.

## Биография
Родился в Баку.
Участник Великой Отечественной войны 1941—1945 гг.
Окончил геолого-разведывательный факультет Азербайджанского индустриального института (1950) и аспирантуру.
В 1954 году присвоена ученая степень кандидата геолого-минералогических наук.
Работал в Институте геологии НАНА: старший лаборант, научный сотрудник, старший научный сотрудник, зав. лабораторией и отделом, с 2011 года старший научный сотрудник отдела Геотектоники и региональной геологии.
Доктор геолого-минералогических наук (1964), профессор (1972). В 2001 году избран членом-корреспондентом НАНА.
Автор и соавтор 145 научных трудов, в том числе 12 карт и атласов, пяти монографий.

## Награды
- Персональная пенсия Президента Азербайджанской Республики (18 марта 2008 года)[1]